# Jamal 300K
Jamal 300K (russisch Ямал-300К) ist ein russischer Kommunikationssatellit der als Ersatz für die gestrichenen Satelliten Jamal 301 und 302 gebaut wurde.
Er wurde am 2. November 2012 um 21:04 Uhr UTC mit einer Proton-M/Bris-M-Trägerrakete vom Raketenstartplatz Baikonur zusammen mit Lutsch 5B in eine geostationäre Umlaufbahn gebracht.
Der dreiachsenstabilisierte Satellit ist mit 18 Ku-Band- und 8 C-Band-Transpondern ausgerüstet und soll von der Position 90° Ost aus zusammen mit Jamal 201 Russland und angrenzende Länder mit Fernsehprogrammen, Telefonübertragungen und Internet-Diensten versorgen. Die Transponder bzw. deren beide große Antennen wurden in ihrer Richtcharakteristik so ausgelegt, dass sechs Ku- und die acht C-Band-Transponder speziell dieses Gebiet abdecken. Daneben decken neun Ku-Band-Transponder mit elliptischer Richtcharakteristik den europäischen Teil Russlands und drei weitere flexibel einen wählbaren Bereich der von der Position erreichbaren Hemisphäre ab. Nach dem Start von Jamal 401 im Jahr 2013, soll er auf die Position 163,5° Ost verschoben werden. Jamal 300K wurde auf Basis des Satellitenbus Ekspress 1000N der russischen ISS Reshetnev gebaut und hat eine geplante Lebensdauer von 14 Jahren.